# Entourage (film)
Entourage è un film del 2015 diretto da Doug Ellin, adattamento cinematografico dell'omonima serie televisiva della HBO, di cui è la continuazione.
Tra gli interpreti principali figurano Adrian Grenier, Jeremy Piven, Kevin Connolly, Kevin Dillon e Jerry Ferrara.

## Trama
Il film narra le vicende di Vincent Chase e del suo Entourage alle prese con un nuovo film in cui Vinny sarà, oltre che protagonista, anche regista.

## Cameo
Oltre al ricco cast nel film appaiono numerosi personaggi dello spettacolo e dello sport, che interpretano versioni fittizie di se stessi, doppiati in italiano dai rispettivi doppiatori; Nina Agdal, Jessica Alba, Tom Brady, Warren Buffett, Gary Busey, Andrew Dice Clay, Mark Cuban, Baron Davis, Kevin Durant, Julian Edelman, Jon Favreau, Kelsey Grammer, Rob Gronkowski, Armie Hammer, Calvin Harris, Thierry Henry, Cynthia Kirchner, Piers Morgan, Liam Neeson, Ed O'Neill, Emily Ratajkowski, Mike Richards, Stevan Ridley, Mariano Rivera, Bob Saget, David Spade, Amar'e Stoudemire, Michael Strahan, George Takei, T.I., Mark Wahlberg, Pharrell Williams e Russell Wilson.

## Distribuzione
Il film è stato distribuito nelle sale cinematografiche statunitensi il 3 giugno 2015. In Italia è uscito il 15 luglio 2015.